# Champion (Nebraska)
Pour les articles homonymes, voir Champion (homonymie).
Champion est une census-designated place située dans le comté de Chase, dans l’État du Nebraska, aux États-Unis. Sa population s’élevait à 103 habitants lors du recensement de 2010. Bien que n’étant pas incorporée, Champion dispose d’un bureau de vote et d’un code postal.

## Histoire
Champion a été nommée en hommage au politicien Champion S. Chase (en).

## Source
- (en) Cet article est partiellement ou en totalité issu de l’article de Wikipédia en anglais intitulé « Champion, Nebraska » (voir la liste des auteurs).

1. ↑  Zip Code Lookup « https://web.archive.org/web/20110517030425/http://www.zipinfo.com/cgi-local/zipsrch.exe?cnty=cnty&zip=69023 »(Archive.org • Wikiwix • Archive.is • Google • Que faire ?), 17 mai 2011.
2. ↑  Federal Writers' Project, Origin of Nebraska place names, Lincoln, NE, Works Progress Administration, 1938 (lire en ligne), p. 8.